# Michael Biehn
Michael Biehn (* 31. července 1956, Anniston, Alabama, USA) je americký herec.

## Život
I přesto, že se narodil v Annistonu v Alabamě, vyrůstal ve městě Lincoln v Nebrasce. Když mu bylo 14 let, tak se rodina opět přestěhovala do Lake Havasu, kde získal školní stipendium na Arizonské univerzitě. Dva roky před ukončením studií zkusil štěstí a zahájil svoji hereckou kariéru v Hollywoodu. Přes menší role se dostal až k roli psychopata v thrilleru Fanoušek z roku 1981. Na vrchol jej dostala role Kylla Reese z filmu Terminátor, kde se spřátelil s režisérem Jamesem Cameronem, který obsadil do dalších filmu Vetřelci a Propast.
Byl dvakrát ženatý. První manželství s Carlen Olsenovou v letech 1980-1985, se kterou má dva syny, dvojčata Devona a Taylora (narození 1983). Od ledna 1988 žije s Ginou Marshalovou, se kterou má také dva syny Caelana Michaela (narozeného 1992) a Alexandra (narozeného 2003).

## Filmografie
- Pomáda - Grease (1978) - Jock (basketbalový hráč)
- Coach (1978)
- Hog Wild (1980)
- The Fan (1981)
- The Lords of Discipline (1983)
- Terminátor - The Terminator (1984) - Kyle Reese
- Vetřelci - Aliens (1986) - Hicks
- Vrah vedle nás - Rampage (1987)
- The Seventh Sign (1988)
- Propast - The Abyss (1989) - poručík Coffey
- Námořní pěchota - Navy SEALs (1990) - James Curran
- Časovaná bomba - Timebomb (1991)
- Terminátor 2: Den zúčtování - Terminator 2: Judgment Day (1991) (Special Edition)
- Chuť zabíjet - A Taste for Killing (1992)
- K2 - K2 (1992) - Taylor Books
- Tombstone - Tombstone (1993) - Johnny Ringo
- Nebezpečná hra - Deadfall (1993)
- Jade - Jade (1995) - Bob Hargrove
- Skála - The Rock (1996) - Charles Anderson
- Mojave Moon (1996)
- Asteroid (film) - Asteroid (1997) - Jack Wallach
- The Ride (film) (1997)
- Susanin plán - Susan's Plan (1998) - Bill
- Američtí draci - American Dragons (1998) - Det. Tony Luca
- Silver Wolf (1998)
- The Magnificent Seven (1998-2000) (seriál TV)
- Umění boje - The Art of War (2000) - Bly
- Cherry Falls (2000)
- Megiddo: The Omega Code 2 (2001)
- Zloději času - Clockstoppers (2002)
- Hranice šílenství - Borderline (2002)
- Adventure, Inc (2002-2003) (seriál TV)
- Dragon Squad (2005)
- Spoušť - Havoc (2005) - Stuart Lang
- The Insatiable (2006)
- Auto zabiják - Death Proof (2007) - šerif Hague